# 傑夫·魯普
傑夫·魯普（Jeffrey Robert Roop，1973年8月21日—）是加拿大的一位演員，出生在加拿大魁北克省蒙特婁。他曾經就讀於莫斯科藝術劇場。魯普現在居住在多倫多。